# Escharella ventricosa
Escharella ventricosa är en mossdjursart som först beskrevs av Arthur Hill Hassall 1842.  Escharella ventricosa ingår i släktet Escharella och familjen Romancheinidae. Arten är reproducerande i Sverige. Inga underarter finns listade i Catalogue of Life.